# 杜鸿君
杜鸿君（1956年8月1日—），越南音乐家。1956年出生在海陽省錦平縣。8岁时入学音乐学院，在艺术家蔡氏莲的指导下初级班。毕业于钢琴与创作中级。1976年至1981年不断就读前苏联Tchaikovsky  音乐学院，毕业作品为：《 Rhapsodie Việt Nam 》。后来完成研究生课程，并同时就读于交响乐团指挥班。杜鸿君于1986年回到越南，并开始在越南国内活跃于乐坛，其间，既在河内音乐学院讲授，又创作和排演大型合奏节目。在过去几年里，杜鸿君以从事创作器乐作品，其电影音乐和舞台音乐的音乐家身份被人熟知。

## 代表作品
《Ballet Hồng hoang 》
《Nocturne Tiếng vọng 》
《Trio cho ba flute 》
《Toccata cho piano 》
《Concerto cho violon và dàn nhạc 》
《Variationscho piano 》
《Bốn bức tranh cho Oboe 》
《bộ gõ và piano 》
《Tứ tấu đàn dây, 》
《Ngũ hành cho bộ gõ 》
《 Fantasy - Symphonic Mở đất 》

## 音乐剧
《Love Story vàNàng Xa-mi 》

## 录音专辑
《Chiếc lá đầu tiên 》

## 获奖荣誉
1993，1994，1995年越南音乐家协会奖
1986，1990，1993，1995，2000，2004年越南全国电影节音乐奖
歌曲作品《Dưới mái nhà chung màu xanh 》由UNEP联合国环境组织主办的2002年环境保护题材获得第一名。